# 5. dragonski polk (Avstro-Ogrska)
Za druge 5. polke glejte 5. polk.
5. dragonski polk je bil konjeniški polk avstro-ogrske skupne vojske.

## Zgodovina
Polk je bil ustanovljen leta 1721. 

### Prva svetovna vojna
Polkovna narodnostna sestava leta 1914 je bila: 51% Slovencev, 44% Nemcev in 5% drugih.
Naborni okraj polka je bil v Gradcu, pri čemer so bile polkovne enote garnizirane sledeče: Gorica (štab, I. divizion) in Slovenska Bistrica (II. divizion).

## Poveljniki polka
- 1859: Eugen Schindlöcker[5]
- 1879: Gustav von Dückher[6]
- 1908: Paul Wurmbrand-Stuppach[7]
- 1914: Moritz Kranz[8]